# Вільні Люди
«Вільні Люди» — всеукраїнська громадсько-політична організація, діяльність якої спрямована на звільнення держави від впливів Російської Федерації та реваншистів. Мережа «Вільні Люди» створена в квітні 2013 року членами патріотичних та націоналістичних організацій з метою об'єднання зусиль у кампаніях прямої дії щодо захисту євроінтеграційних устремлінь України.

## Історія виникнення. Кампанія «Євронаступ»
З квітня 2013 року громадські активісти реалізували кампанію «Євронаступ», яка актуалізувала в суспільстві питання європейського вибору України. Під час громадської кампанії, активісти збирали підписи за підтримку проведення всенародного референдуму про європейську інтеграцію України серед громадян країни (Єврореферендуму).
22 листопада, у День Свободи, активісти кампанії «Євронаступ» вийшли на Майдан Незалежності. Вони розгорнули прапор Євросоюзу, роздавали інформаційні матеріали про ЄС та збирали підписи за проведення Єврореферендуму.
Пізніше активісти рушили до Адміністрації Президента України, аби передати більше мільйона підписів українців, зібраних на підтримку євроінтеграції. Вимоги — курс на ЄС та всеукраїнський референдум за новим законом.

## Участь у Революції Гідності
У грудні з активістів кампанії «Євронаступ» сформувались 14 та 15 сотні Самооборони Майдану. «Вільні люди», зайняли Будинок архітектора під штаб. Пізніше, у січні, з 15-ї сотні виокремилась 35-та, що складалась з активістів Волині. Вона зайняла кімнати на одному із поверхів Мінагрополітики.
Андрій Левус, засновник мережі «Вільні Люди», став керівником комендатури Самооборони Майдану.
Організовані сотні Самооборони та кияни, які відгукнулися на заклик мітингувальників, відіграли ключову роль у відстоюванні Майдану.
Російський телеведучий Дмитро Кисельов в одному з сюжетів Першого каналу назвав 14-ту сотню «найбільш жорстокою та зорганізованою».

## Участь у російсько-українській війні
Після перемоги на Майдані і з початком війни, частина активістів «Вільних Людей» пішли добровольцями в батальйони Національної гвардії (ім. Кульчицького, Азов), МВС — Чернігів, Гарпун, а також Айдар, Київська Русь, Київ-2, ДУК та інші.
На війні загинули: Роман Атаманюк (14 сотня), Павло Стрельчук, Віктор Гурняк, Роман Зубчук, Микола Гордійчук (15 сотня), Максим Лящук , Ігор Сливка (35 сотня).

## Волонтерство
З літа 2014 року і до сьогодні десятки груп волонтерів зі всієї України здійснюють збір та доставку найрізноманітнішої допомоги: від берців та літератури до автомобілів, дороговартісних засобів зв'язку, снайперських прицілів, тепловізорів та іншого.
Лише за 2015 рік було передано різноманітної спеціальної техніки на суму понад 2 500 000 гривень. Активно допомагає діаспора, зокрема українці Канади — фонд «Приятелі Збройних Сил України» та США — організації «Злучений Українсько-Американський Допомоговий Комітет» та «Організація Оборони Чотирьох Свобід України [Архівовано 15 березня 2017 у Wayback Machine.]».
Група повітряної розвідки мережі «Вільні Люди» постійно здійснює виїзди по всій лінії фронту, зокрема в околиці окупованого Донецька, до Авдіївки, Опитного, Красногорівки, Горлівки, Майорського, Донецького аеропорту та інших «гарячих» точок. У деяких місцях відстань до ворога сягає всього 400 метрів. Відзняті десятки відео та фотоматеріалів з ворожої території передані українським військовим. Такі виїзди відбуваються щотижня. Волонтери кажуть, що військові досі мають спеціальні потреби, покрити які держава не в змозі.
Окрім волонтерської роботи для допомоги військовослужбовцям, «Вільні Люди» розгорнули роботу з цивільним населенням Сходу України. Проєкт «Місія Схід» охопив найважливіші міста, розташовані по лінії фронту. У місії окрім волонтерів брали участь представники української діаспори, зокрема Борис Потапенко та Марта Фаріон зі США, Орест Стеців та Ігор Козак з Канади.
Мета цієї місії полягає в оцінці проблем громад міст та сіл Сходу, підготовці стратегії сталої співпраці між українськими громадами, волонтерами, посадовцями, підприємцями та військовими Східної України та української діаспори.

## Протидія сепаратистським виступам
Харків, Запоріжжя, Дніпро, Донбас, Одеса стали полем боротьби проти «русской весни». 2 травня 2014 року, кульмінація протидії «Русской весне» відбулась в Одесі, де Самооборона Майдану на чолі з Дмитром Гуменюком, майбутнім активістом «Вільних Людей», зупинила спробу створення «Одеської народної республіки».
Активісти «Вільних Людей» уже зірвали десятки сепаратистських збіговиськ, продовжуючи ретельно стежити за будь-якими спробами провадити антидержавну діяльність.
У Сумах та Миколаєві, Олександр Клименко, екс-міністр доходів і зборів уряду Януковича, намагався провести Форум «Справедливі податки — успішна країна», але активісти «Вільних Людей» завадили йому.
Структури Віктора Медведчука «Український вибір» намагались провести свої круглі столи в усіх регіонах Східної України, але були заблоковані активістами «Вільних Людей». Щодо самого Медведчука активісти добились відкриття кримінального провадження Службою безпеки України.

## Деокупація інформаційного простору
У березні 2016 року стартувала кампанія «Звільни інформпростір від окупантів». Мета кампанії — очищення інформаційного простору, аби запобігти російській пропаганді в Україні. Активісти мережі «Вільні Люди» моніторили телевізійний простір на предмет трансляції російських каналів та забороненого контенту (заборонені російські виконавці та телепередачі). Ця кампанія дала свої результати, десятки провайдерів змушені були припинити трансляцію забороненого контенту.
Поряд з цим, на законодавчому рівні відбувається просування законів, що захищають інтереси українського інформаційного простору. Однією ж з найгучніших перемог громадськості стало прийняття ініційованого міжфракційним об'єднанням «Наступ» (куди входять народні депутати Олег Медуниця, Андрій Левус та Сергій Висоцький від «Вільних Людей») законопроєкту № 3822-Д щодо 35 % квот україномовного продукту в радіопросторі, ухваленого Верховною Радою України. Документ підтримали 268 народних депутатів.

## Стоп реванш
Ще взимку 2016 року в Києві та Одесі відбулись кількатисячні марші «Реванш не пройде», у ході яких активісти передали список вимог до Кабміну та в Адміністрацію Президента України. Серед вимог — введення санкцій проти окупаційного бізнесу, конфіскація майна і активів Януковича та його оточення, арешт Медведчука та заборона «Українського вибору».
Після цього «Вільні Люди» започаткували всеукраїнську кампанію «Медведчук під арешт». У 15 областях України ‪"Вільні Люди" провели інформаційні пікети за арешт Віктора Медведчука та заборону його організації «Українській вибір».‬
Після низки депутатських заяв до Генеральної прокуратури України і, як наслідок, бездіяльності останньої, активісти звернулись до суду і 22 квітня 2016 року Печерський районний суд м. Києва зобов'язав порушити кримінальну справу проти Віктора Медведчука.
У Харкові та інших містах України активісти «Вільних Людей» зривали заходи «Українського вибору».

## Політична боротьба
З ініціативи народних депутатів України — представників мережі «Вільні Люди» у Верховній Раді України було створено міжфракційне депутатське об'єднання «Наступ», мета якого — законодавча діяльність, спрямована на деокупацію економічного, інформаційно-культурного та політичного простору України.
Підготовлено пакет законодавчих ініціатив, спрямованих на звільнення українського тилу від впливів Кремля. Серед них: позбавлення ліцензій ЗМІ, які ретранслюють постулати російської пропаганди, позбавлення державних нагород осіб, які співпрацюють з державою-агресором, контроль на законодавчому рівні релігійних організацій, керівний орган який знаходиться за кордоном, візовий режим з РФ, заборона російським гастролерам вільно їздити в Україну, без письмової заяви про засудження політики Кремля, введення квоти в радіоефірі на іноземний продукт, заборона резидентам країни-агресора володіти українськими природними монополіями тощо. Чекає свого розгляду законопроєкт № 4303 [Архівовано 4 березня 2017 у Wayback Machine.] «Про внесення змін до деяких законів України стосовно обмеження використання медійної продукції держави-агресора», яким пропонується заборона гастролей тим артистам, що пов'язані з агресором, якщо вони не надали письмову заяву про засудження політики Кремля та війну проти України. Парламентарі ухвалили підготовлене ‪об'єднанням‬ звернення до Всесвятості Варфоломія, Архієпископа Константинополя і Нового Риму, Вселенського Патріарха щодо надання автокефалії Православній Церкві в Україні. Це звернення підтримали 245 народних депутатів.